# Лиутпранд (король лангобардов)
Лиутпра́нд (ок. 690 — январь 744) — король лангобардов в 712—744 годах.

## Биография

### Ранние годы
Сын Анспранда и Теодорады. Благодаря своему малолетству избежал смерти в результате преследований Ариперта II. Был выслан к своему отцу, находившемуся в изгнании при дворе герцога баваров. В Лангобардское королевство вернулся в 712 году и разгромил Ариперта II вместе с Анспрандом. Спустя три месяца Анспранд умер, и 13 июня 712 года Лиутпранд занял престол.

### Правление

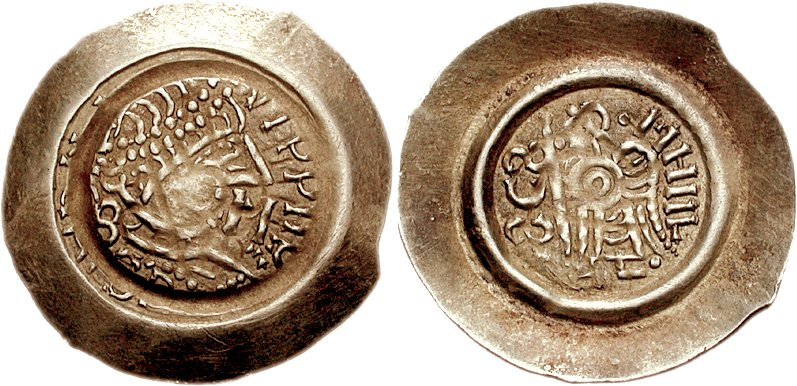
Тремисс Лиутпранда низкого качества

#### Организация власти
Укрепление структуры королевского дворца, трансформация политической системы, расширение реестра (средневековый эквивалент современного правительства) с целью обеспечения потребностей страны всё чаще основывались на использовании письменных документов. Также были внесены изменения в управление дворцом. Ядром дворца были маршал (strator o marphais), оруженосец (spatharius), казначей (vesterarius), мэр дворца и глава администрации.
Был подчёркнут священный характер Королевского дворца (sacrum palatium) и его центральное место в столице. Здание суда и ежегодное собрание народа подчёркивали этот постулат. В Павии при Лиутпранде развивалось строительство, что делало город архитектурным центром.
Лиутпранд провёл реорганизацию региональных органов власти, определил иерархию и функции судебной системы для достижения более справедливого правосудия, улучшил военную систему и систему безопасности. Скулдхайсы обеспечивали правосудие в деревне и собирали налоги, деканы и сальтары несли ответственность за сельскую местность, мэр отвечал за порученный ему город. Герцоги и евнухи осуществляли власть над городами, епархиями и их пригородами. Судьи докладывали напрямую королю о нарушениях и произволе, они пресекали произвол местных властей. Лиутпранд укреплял королевскую власть, систему суда и структуру управления, которая подчинялась только ему.
Сильную личность Лиутпранда и силу его дворца подчёркивали даже современники. Впервые за долгое время в Лангобардском королевстве в системе власти появилась стабильность, даже несмотря на то, что Гильдепранд был коронован в 737 году. Эта инициатива была предпринята дворянством во время тяжелой болезни Лиутпранда, у которого не было сыновей. Как сообщает Павел Диакон, Лиутпранд сначала отреагировал на это с яростью, но затем признал акт необходимостью обеспечить мир и стабильность.

#### Законодательная деятельность
В первое время основания (568 год) Лангобардского королевства оно не имело собственных писанных законов. Прецедентом письменного законодательства лангобардов к началу правления Лиутпранда был Эдикт Ротари (643 год). За 22 года (713—735) Лиутпранд обнародовал более ста пятидесяти законов в двенадцати томах. Такой законодательной активности не бывало со времён короля Ротари (636—652). Законы Лиутпранда базировались на римском праве. Например, кровная месть в 723 году была заменена вирой — выплатой крупного штрафа за убийство или попаданием в рабство, если преступник не мог уплатить штраф. Половина виры выплачивалась семье погибшего, другая половина шла в королевскую казну.
Отныне основной функцией государства провозглашалось «выполнение божественной воли».
Законодательные съезды проводились каждый год 1 марта в столице королевства Павии. Лиутпранд представлял новые законы и согласовывал их принятие с герцогами, евнухами и собранием воинов.
Общей целью законодательной деятельности являлось обеспечение правовой определённости, уменьшавшей риск внутренних конфликтов. Поэтому в неспокойных районах принимались различные законы: закон о семье, о продаже и выгоне скота, о сроках действия документов, о залогах. Была оказана поддержка судам, чтобы они быстрее выносили решения. Несовершеннолетние и женщины были защищены от утраты имущества вследствие смерти мужчин, должники получили защиту от слишком жёстких действий кредиторов. Была запрещена продажа бывших рабов, получивших свободу, в рабство за пределы Италии. Вводилась защита целостности брака между представителями низших классов. Были разрешены браки между римлянами и лангобардами. Женщинам предоставлялось право на «согласие» в выборе мужа.
Был издан закон об охране государственного имущества, по которому евнухам и другим вельможам запрещалось отчуждать и присваивать королевскую собственность без письменного одобрения короля, скреплённого его подписью и государственной печатью.
Запрещались браки не по католическому обряду. Запрещалось публичное отправление языческих обрядов, магия и оккультизм карались штрафом. В 727 году было запрещено гадание. Волхвы подлежали продаже в рабство за границу. Язычество и арианство, ранее господствовавшие у лангобардов, при Лиутпранде фактически поставлены были вне закона.

#### Военные кампании
В годы правления Лиутпранда Лангобардское королевство провело ряд успешных военных кампаний. Был нанесён ряд поражений византийцам, отбиты набеги мавров и подавлены крупные мятежи. В результате походов к королевству были присоединены крупные территории, но всю Италию Лиутпранду объединить так и не удалось.

##### Войны с Византией

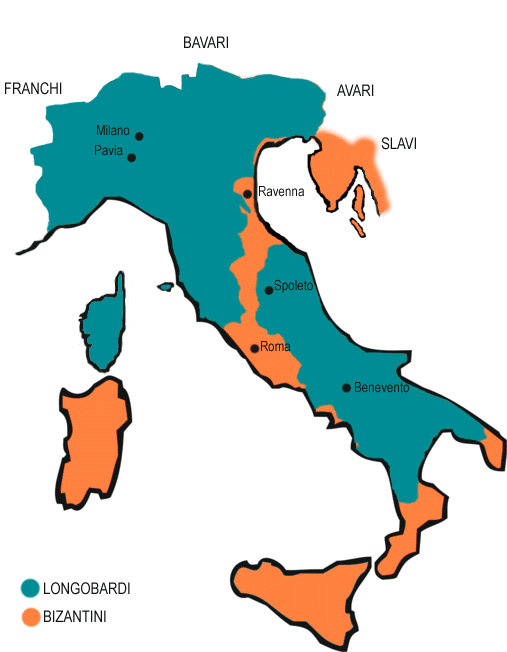
Италия в годы правления Лиутпранда: Лангобардское королевство показано зелёным цветом, а владения Византии оранжевым

В ранние годы правления Лиутпранд не нападал на Равеннский экзархат и папство, но в 726 году Лев III Исавр начал иконоборчество. Папа Григорий II приказал народу сопротивляться. Равеннский экзарх Павел, пытаясь уничтожить все иконы, был убит толпой. Лиутпранд решил захватить византийские владения в Эмилии. В 727 году он пересек По и взял Болонью, Озимо, Римини и Анкону и другие города Эмилии и Пентаполиса. Он взял Классис, морской порт экзархата, но не смог занять Равенну. Экзарх Павел был вскоре убит во время мятежа. Взять под свой контроль Равенну Лиутпранду удалось лишь в 737 году, но папа римский призвал сохранить статус-кво.
В 732 году византийский герцог Перуджи Агафон попытался отбить Болонью, но был разбит лангобардами во главе с герцогом Виченцы Паредео. В том же году этот лангобардский герцог вместе с племянником короля Гильдепрандом впервые с завоевания Апеннинского полуострова захватили столицу Равеннского экзархата. Однако в 734 году экзарх Евтихий с помощью венецианцев смог возвратиться в Равенну и отвоевать её. В боях за город «храбро защищавшийся» Паредео погиб, а Гильдепранд попал в плен.
В 742 году Лиутпранд оккупировал города Умбрии (Нарни, Блера, Орте, Бомарцо и Терни), но в следующем году передал их папе римскому Захарию.

##### Набеги мавров
Первые мавританские налёты на Корсику начались в 713—719 годах с Балеарских островов. Выступая в качестве защитника католической церкви, Лиутпранд взял остров под свой контроль, хотя номинально он находился под византийской властью. Корсика осталось лангобардской даже после франкского завоевания, так как к тому времени лангобардские землевладельцы и церковь создали значительное присутствие на острове.
Кроме этого, на Фриули нападали славянские племена, но все их атаки были отбиты.

#### Внутренняя оппозиция и мятежи
Несмотря на любовь народа к Лиутпранду, у короля лангобардов было много недоброжелателей. В 712 году произошло покушение на родственника Лиутпранда, Ротари, но посягательство на жизнь чудом удалось предотвратить. Преступники признали свою вину, а Лиутпранд их помиловал.
После смерти в 732 году Ромуальда II королю пришлось столкнуться с Аделаисом, который захватил власть в Беневенто, воспользовавшись малолетством наследника, Гизульфа. Однако Лиутпранд подписал указ, в котором права на Беневенто передавались Гизульфу. Аделаису пришлось подчиниться.
Другие угрозы в его работе по укреплению центральной власти пришли из Фриульского герцогства. Герцог Фриуля Пеммо боролся против патриарха Аквилеи Каллисто. В результате Пеммо был свергнут и заменён племянником короля Ратхисом.
В 739 году произошло новое восстание герцога Сполето Тразимунда. Лиутпранд пошёл на Сполето и установил в качестве герцога Хильдерика, а Тразимунд нашёл убежище у римского папы Григория III. Лиутпранд осадил Рим, а римской знати приказал переходить на традиции лангобардов. Перед возвращением в Павию Лиутпранд в августе занял Амелию, Орте и другие города Умбрии. Папа обратился за помощью к майордому франков, Карлу Мартеллу, и взял на себя инициативу, когда ушёл Лиутпранд. Тразимунд оккупировал Сполето и убил Хильдерика. В то же время герцог Беневенто Григорий умер, а на его место был выбран Годескальк.
Лиутпранд не согласился с такими огромными территориальными потерями и напал на Равенну и Римское княжество. В 741 году папа Григорий III умер, а его преемник, Захарий, предложил обменять Тразимунда на четыре крепости. Лиутпранд в 742 году отправился на юг и столкнулся с византийской армией возле Фано и Сполето Фоссомброне. Победив в обеих битвах, Лиутпранд вступил в Сполето, заключил Тразимунда в тюрьму и после отправил в монастырь, заменил его Агипрандом, бывшим герцогом Кьюзи. Герцог Беневенто Годескальк был убит при попытке к бегству, а его место занял повзрослевший Гизульф. Таким образом, Лиутпранд подчинил герцогства Беневенто и Сполето.

#### Религиозная политика
Лиутпранд прилагал усилия к укреплению христианской церкви. Кроме того, законодательство укрепляло церковные структуры. Он разрешал многие конфликты между епархиями и герцогами.
Лиутпранд был первым королём лангобардов, который имел собственную часовню. Он основал Базилику св. Петра «в Золотом небе» в Павии, построил множество церквей. В годы правления Лиутпранда католическая религия стала новым элементом единства государства.
В 728 году во время похода против Византии лангобарды заняли укрепление Сутри в северной части Римского княжества. Спустя пять месяцев Лиутпранд отдал Сутри папе римскому.
Лиутпранд купил у сарацинов останки Святого Августина и перевёз их в Павию.

#### Внешняя политика

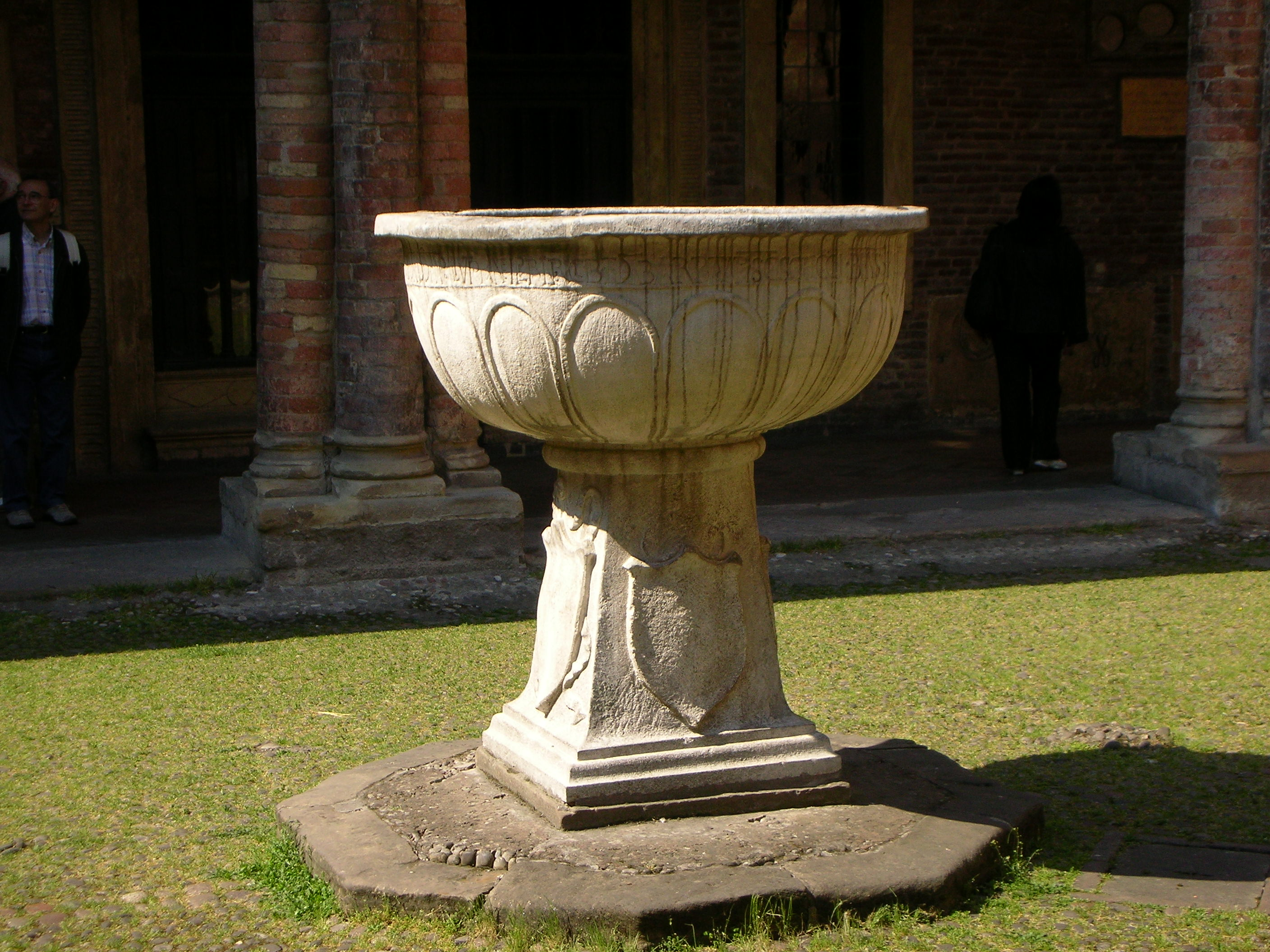
Так называемый «бассейн» Пилатус, стоящий в середине так называемого «двора Пилатуса» в Санто-Стефано в Болонье с именами Лиутпранда и Гильдепранда. VIII век

После смерти Бертари короли лангобардов уделяли мало внимания на отношения с другими европейскими королевствами. Лиутпранд, наоборот, расширял связи с Баварией и франками. С начала своего царствования король лангобардов направлял все усилия для удержания мира со своими соседями.

##### Отношения с Баварией
Около 719 года вмешался во внутренний конфликт в Баварии, поддерживая Теудеберта, отца или брата своей жены Гунтруды, а также занял несколько укреплений в приграничной зоне Мерано.

##### Отношения с франками
В королевстве франков номинально правили Меровинги, но фактически Каролинги. Между Каролингами и лангобардами была давняя вражда. Ситуация изменилась, когда Карл Мартелл в 725 году вмешался в дела Баварии и женился на Свангильде, родственнице Гунтруды. С этого времени между Лангобардским королевством и Каролингами были установлены тесные связи.
Связь была усилена Карлом Мартеллом в 737 году, когда де-факто правитель франков послал своего сына Пипина Короткого в Павию. Лиутпранд принял Пипина с радостью, заставил его побриться и отправил к отцу с подарками.
В 738 году Карл Мартелл попросил помощи у Лиутпранда, так как его войско было занято на севере против саксов, и он не может справиться с одновременным нападения арабов с юга. Лиутпранд мобилизовал свою армию, вступил в Прованс и обратил захватчиков в бегство. Победа над «неверными» укрепила авторитет Лиутпранда, его титул защитника христианства

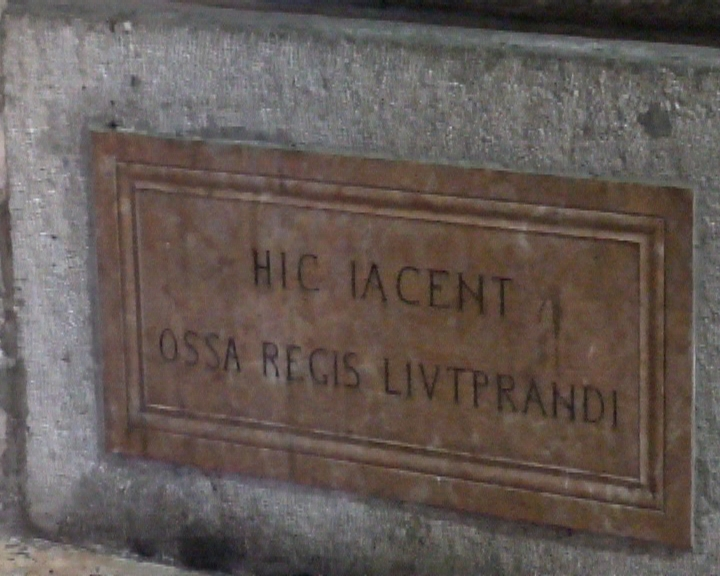
Ларец с останками Лиутпранда

Выгода союза с Каролингами была очевидной. В 739 году Лиутпранд утвердил свою власть в Центральной Италии, были захвачены города Римского княжества. Папа Григорий III попросил помочь Карла Мартелла, предлагая ему часть владений Византии в Италии, но Карл проигнорировал просьбу папы римского.

### Семья
Лиутпранд женился в 720 году на Гунтруде, дочери или внучке герцога Баварии Теодона II. В этом браке родилась единственная дочь, имя которой в исторических источниках не упоминается. Предполагается, что второй женой Лиутпранда была Рагинтруда, но имеется также мнение, что она могла быть женой короля Гильдепранда.

### Смерть
Лиутпранд умер в январе 744 года. Его тело лежит вместе с телом его отца, в базилике св. Петра «в Золотом небе» в Павии, недалеко от монастыря, который был построен для размещения мощей святого Августина.